# Бій з тінню (фільм)
«Бій з ті́нню» (рос. «Бой с тенью») — російський художній фільм 2005 року.

## Сюжет
Артем Колчин — претендент на чемпіонський титул, боєць, відомий по всьому світу як Велика Біла Надія. Він прагне до вершин слави, він жадає грошей і визнання, мріє про кохання.
За тиждень до бою з відомим американським боксером Ларрі Палмером він знайомиться з медсестрою Вікою й закохується в неї. Вона, як досвідчений медичний працівник, дозволяє йому вийти на ринг, хоча потім виявиться, що в Артема рідкісна хвороба очей.
Його промоутер Валієв, колишній боксер, який бажає повернутися у великий спорт, дуже сподівається на Артема. Він приховує, що у нього був свій договір з тренером Ларрі Палмера, якого повинен перемогти Артем.
Але Артем програє бій через свою хворобу, він остаточно осліп. Валієв розчарований, він відмовляється допомагати Артему в лікуванні, заявляючи: «Нехай його лікує і містить той, хто його випустив на ринг».
Артем залишається без допомоги. Віка розуміє, що частково це її вина. Вона вирішила допомагати Артему в лікуванні. Для цього Артему доведеться пробратися в кримінальний світ, стати серйозним злочинцем і помститися Валієву за байдужість і відмову в допомозі…

## У ролях
- Денис Нікіфоров — Артем Колчин
- Олена Панова — Віка
- Іван Макаревич — Костя
- Дмитро Шевченко — Нечаєв
- Андрій Панін — Валієв
- Гас Редвуд — Ларрі Палмер
- Джон Еймос — Елайджа Хілл
- Олександр Кузнєцов — «Змій»
- Павло Дерев'янко — Тимоха
- Ірина Димченко — мати Віки
- Сергій Безруков — Саша Білий (камео)
- Максим Литовченко — Шликов
- Олександр Карамнов — Рагоза
- Олексій Маслов — Тополя
- Сергій Бехтерєв — Актор Сергій Станіславович в ролі Річарда III
- Олександр Григорович — Журман
- Сергій Паршин — батько Віки
- Борис Плотников — Дмитро Іванович, доктор